# Aghi, pozioni e massaggi
(Incipit di Aghi, pozioni e massaggi. La verità sulla medicina alternativa)
Aghi, pozioni e massaggi. La verità sulla medicina alternativa  (titolo originale Trick or Treatment? Alternative Medicine on Trial ) è un saggio scritto dal divulgatore scientifico britannico Simon Singh e da Edzard Ernst, medico e docente in pratiche di medicina alternativa. Pubblicato nel 2008, affronta il tema della cosiddetta medicina alternativa nelle sue forme principali.

## Dedica
Il libro si apre con una dedica ironica a "SAR Il Principe di Galles", per l'appoggio che il principe Carlo ha più volte manifestato verso le pratiche mediche alternative, arrivando a creare anche un'apposita istituzione, la Foundation for Integrated Health, di cui è stato a lungo presidente. In particolare, nell'ultimo capitolo gli autori muovono al principe alcune circostanziate critiche per una serie di dichiarazioni e per la sua attiva opera di promozione per pratiche come l'omeopatia che, allo stato dei fatti, risultano esenti da qualsiasi prova rigorosa di efficacia.

## Contenuto
In questo saggio, i due autori si avvalgono della loro esperienza nei rispettivi campi per analizzare i più comuni e popolari metodi di cura appartenenti al variegato campo delle medicine alternative, alla ricerca di prove che ne dimostrino la reale efficacia, in relazione a quanto promettono, e rispetto ai sistemi di cura convenzionale, utilizzando gli stessi sistemi di indagine e validazione rigorosi che costituiscono l'attuale standard scientifico applicato al campo medico. 
Allo scopo di far comprendere l'importanza dell'uso di queste metodologie di analisi, nella prima parte del libro vengono narrate le esperienze dei pionieri nel campo della ricerca medica e le importanti scoperte che ne sono seguite, fondamentali per l'abbandono graduale nel campo medico dei vecchi principi empirico-filosofici e per la loro sostituzione con un sistema di valutazione più affidabile e rigoroso oggi denominato medicina basata su prove di efficacia. Dal primo uso documentato di trial clinici eseguiti dal medico della marina James Lind per la ricerca delle cause dello scorbuto, all'ispirato ed infaticabile lavoro di Florence Nightingale nel campo dell'igiene e prevenzione, con l'utilizzo sistematico della statistica come supporto indispensabile per ottenere prova di efficacia, fino agli studi prospettici di coorte usati da Austin Bradford Hill e Richard Doll per dimostrare la correlazione tra tumori polmonari e fumo di sigaretta, la storia dei progressi in campo medico è legata all'introduzione di metodi di indagine capaci di sostenere le nuove scoperte anche quando in forte contrasto con le conoscenze affermate dell'epoca e con gli interessi di gruppi di potere influenti. Ecco quindi che queste metodologie di analisi risultano le più adatte per analizzare tutta quella famiglia di terapie cosiddette "alternative" che al giorno d'oggi trovano largo seguito ed il conseguente fiorire di notevoli interessi economici.  
Gli autori prendono quindi in esame le più comuni forme di cure alternative: agopuntura, omeopatia, chiropratica e fitoterapia, partendo dalle loro differenti genesi e filosofie di approccio al problema della salute dell'individuo, analizzando tutti gli studi che con sempre maggior rigore hanno messo in luce le reali potenzialità di queste metodologie ed i loro limiti, primo tra tutti la tendenza ad appoggiarsi su quel potente meccanismo suggestivo (ma capace di ottenere reali effetti terapeutici) conosciuto come effetto placebo. Grazie all'uso di studi sempre più ampi di metanalisi compiuti da organismi indipendenti come la Cochrane Collaboration, l'omeopatia non sembra aver dimostrato effetti differenti da quelli placebo, ed anche le altre discipline non appaiono in grado di fornire risultati particolarmente significativi, se non in casi specifici, e mostrando comunque alcune criticità, talvolta molto serie. Queste vengono ulteriormente analizzate nell'ultimo capitolo del libro, in cui gli autori affrontano il delicato tema dell'utilità pratica e della necessità etica di un atteggiamento non ingannevole verso i malati, anche quando l'inganno potrebbe essere utile per ottenere un effetto terapeutico. In appendice vengono quindi elencate altre tipologie di cure "alternative" di cui al momento manca una documentazione sufficiente per esprimere un giudizio rigorosamente fondato.